# Patrice Lefebvre
Patrice Lefebvre (* 28. Juni 1967 in Montreal, Québec) ist ein ehemaliger italo-kanadischer Eishockeyspieler und derzeitiger -trainer, der während seiner Karriere unter anderem für die Washington Capitals in der National Hockey League, die Adler Mannheim und Frankfurt Lions in der Deutschen Eishockey Liga sowie den EHC Biel und Lausanne HC in der Schweizer Nationalliga B spielte. Aktuell ist er Cheftrainer beim HC Gherdëina in der Alps Hockey League.

## Karriere
Der 1,68 m große Flügelstürmer begann seine Karriere bei den Shawinigan Cataractes in der kanadischen Juniorenliga Québec Major Junior Hockey League. Seine im Zeitraum von 1984 bis 1988 erzielten 595 Scorerpunkte in der regulären Saison sind die meisten eines QMJHL-Spielers aller Zeiten. 1988 wechselte er in die französische Ligue Magnus zu den Français Volants de Paris.
Nach einem weiteren Jahr in der Schweizer Nationalliga A beim HC Ajoie ging Lefebvre 1990 zurück nach Nordamerika, wo er sowohl für die Louisville Icehawks in der Minor League East Coast Hockey League als auch für die Milwaukee Admirals in der American Hockey League bzw. die Springfield Indians in der international Hockey League auf dem Eis stand. Erneut ging der Linksschütze in die Schweiz und unterschrieb dann einen Vertrag bei den Teesside Bombers aus der British National League. Eine weitere Station in Großbritannien stellten die Billingham Bombers in der Serie 1992/93 dar.
Nach seiner Zeit in England wechselte Lefebvre erneut nach Nordamerika, wo er sechs Jahre lang für die Las Vegas Thunder in der IHL spielte und in der Saison 1998/99 drei Spiele für die Washington Capitals aus der National Hockey League absolvierte. 1997/98 erzielte der Italo-Kanadier die meisten IHL-Saisontore und wurde daraufhin zum Most Valuable Player der gesamten Spielzeit gewählt. Zur Saison 1999/00 unterschrieb Lefebvre einen Vertrag beim damaligen DEL-Rekordmeister Adler Mannheim, die er nach einem Jahr in Richtung Frankfurt Lions verließ. Nach drei Jahren beim HCJ Vipers Milan in Italien und einem weiteren Engagement bei dänischen Erstligisten Rødovre IK, wechselte der Stürmer schließlich erneut in die Schweiz, wo er zunächst für den EHC Biel, später für den HC Lausanne aktiv war. Zur Saison 2007/08 wechselte er wieder nach Italien, wo er für SG Pontebba und den HC Valpellice spielte. Auf Ende Saison 2008/09 trat er als Spieler zurück und wurde Assistenzcoach bei den Val d’Or Foreurs in der nordamerikanischen Juniorenliga QMJHL.
Im Jahr 2004 heiratete Lefebvre eine italienische Frau, und deshalb ist er ein italienischer Staatsbürger geworden. Im Jahr 2007 hat er die A-Eishockey-Weltmeisterschaft mit der italienischen Eishockeynationalmannschaft gespielt.
Seine Trainerlaufbahn begann er 2009 als Assistenztrainer der Foreurs de Val-d’Or in der Quebec Major Junior Hockey League. 2010 bestritt er zudem noch einmal zwei Spiele als Aktiver für den HC Real Turin in der Serie A2. Im Juli 2010 wurde er Trainer beim italienischen Verein HC Como, wo er die erste Mannschaft in der dritten Liga übernahm. Nur drei Monate später folgte ein Engagement bei den HC Lugano Ladies, der Frauenmannschaft des HC Lugano, wo er erneut als Trainer des Teams angestellt wurde. Nachdem er die Saison 2012/13 als Assistenztrainer beim HC Sierre in der zweithöchsten Schweizer Spielklasse begonnen hatte, wechselte er im Verlauf derselben Spielzeit zum EHC Olten.
In der Spielzeit 2014/15 war er Cheftrainer beim HC Eppan in der italienischen Serie A. In der darauffolgenden Saison war er in derselben Funktion bei Asiago Hockey tätig. Im Verlauf der Spielzeit 2016/17 übernahm Lefebvre den Cheftrainerposten beim HC Gherdëina mit Spielbetrieb in der Alps Hockey League.

## Erfolge und Auszeichnungen
| - 1985 Memorial Cup All-Star Team - 1986 LHJMQ Second All-Star Team - 1987 LHJMQ First All-Star Team - 1988 Trophée Jean Béliveau - 1988 LHJMQ First All-Star Team | - 1989 Französischer Meister mit den Français Volants - 1998 James Gatschene Memorial Trophy - 1998 Leo P. Lamoureux Memorial Trophy - 1998 IHL First All-Star Team - 2007 Topscorer der Nationalliga B (gemeinsam mit Derek Cormier) |

## Karrierestatistik

### International
Vertrat Italien bei:
- Weltmeisterschaft 2007

(Legende zur Spielerstatistik: Sp oder GP = absolvierte Spiele; T oder G = erzielte Tore; V oder A = erzielte Assists; Pkt oder Pts = erzielte Scorerpunkte; SM oder PIM = erhaltene Strafminuten; +/− = Plus/Minus-Bilanz; PP = erzielte Überzahltore; SH = erzielte Unterzahltore; GW = erzielte Siegtore; 1 Play-downs/Relegation; Kursiv: Statistik nicht vollständig)